# Кристофър Марлоу
 Тази статия е за английския драматург и поет Марлоу.  За други значения вижте Марлоу.  
Кристофър (или Кит) Марлоу (на английски: Christopher „Kit“ Marlowe) е английски драматург, поет и преводач от ерата на кралица Елизабет I.
Роден през 1564 г. в семейството на беден обущар, той успява благодарение на ревностното си ученолюбие да завърши Университета на Кеймбридж и да получи званието магистър на науките. Към литературно-творческа дейност се насочва през 1587 г. Заради последователния му атеизъм става подозрителен за Кралския таен съвет, където следят с тревога действията му и го обявяват за опасен размирник. При спор в кръчма е убит с нож от Инграм Фрайзър на 30 май 1593 г.
Изтъкнатият български шекспировед професор Марко Минков обявява Марлоу за „най-оригиналния от всички драматурзи“ и твърди, че „неговият гений е определил по-нататъшния развой на драмата“: „На него се дължи създаването на трагедията на характера, на него се дължи до голяма степен и поетичният стил на драмата. Той е извоювал за белия стих несъмненото му първенство в драматичната поезия, той е най-великият пионер на английската драма.“ Мнозина литературоведи предполагат, че Марлоу е фактическият автор на драмите на Уилям Шекспир.

## Творчество
| Написана              | Заглавие в оригинал                                           | Заглавие на български                                  | Издания на български                                                                                    | Бележки                                                                        |
| --------------------- | ------------------------------------------------------------- | ------------------------------------------------------ | --- | ------------------------------------------------------------------------------ |
| ок. 1586              | Dido, Queen of Carthage                                       | Дидона, кралица картагенска                            | 2017 - Издателство „Агата-А“; превод проф. Евгения Панчева                                              | Посветена на легендарния персонаж на основателката и царица на Картаген Дидона |
| ок. 1587              | Tamburlaine, part 1                                           | Тамерлан, част първа                                   | 2011 – Издателство „Колибри“. Превод Евгения Панчева.                                                   | Разказва историята на завоевателя Тамерлан                                     |
| 1587 – 1588           | Tamburlaine, part 2                                           | Тамерлан, част втора                                   | 2011 – Издателство „Колибри“. Превод Евгения Панчева.                                                   |                                                                                |
| ок. 1589              | The Jew of Malta                                              | Малтийският евреин                                     | 2006 – Издателство „Обсидиан“. Превод Евгения Панчева.                                                  | Главен герой е евреинът Варава                                                 |
| ок. 1589 или ок. 1593 | The Tragicall History of the Life and Death of Doctor Faustus | Трагичната история за живота и смъртта на доктор Фауст | 1975 - Издателство „Народна култура“. Превод Александър Шурбанов. (В: „Театър на английския ренесанс“). |                                                                                |
| ок. 1592              | Edward the Second                                             | Едуард II                                              | 2013 – Издателство „Изток – Запад“. Превод Евгения Панчева                                              | Пиеса за английския крал Едуард II                                             |
| ок. 1593              | The Massacre at Paris                                         | Парижкото клане                                        | няма | Пиеса за Вартоломеевата нощ                                                    |

## Теми
Марлоу поставя редица социални, политически и религиозни теми, като по този начин проблематизира вече установените убеждения и позиции по това време. Той бива оценян като значим представител на английския Ренесанс заедно с Шекспир. Съществена черта на творчеството му е разгръщането на новата идея за неограничените възможности на човешкия разум и воля. Фокусирайки се върху делата на великите мъже, Марлоу избира исторически фигури като герои от войната, финансисти и дипломати, водени от собствената им мощна жизненост.

## Изследвания
- Панчева, Е. Разбягване на подобията. Опит върху ренесансовата култура. С., УИ, 2000.
- Шурбанов, Ал. Поетика на английския Ренесанс. С., УИ, 2002.